# Královna Kristýna
Královna Kristýna, překládána také jako Kristina, je historickým dramatem o čtyřech dějstvích od dramatika Augusta Strindberga z roku 1901. Hlavní hrdinkou je královna Kristina I. Švédská (1626–1689). Inspirací pro vznik postavy královny Kristiny byla Strindbergovi jeho třetí manželka herečka Harriet Bosse. Roli Kristiny psal Strindberg přímo pro Harriet a doufal tím v jejich usmíření, protože manželství v té době procházelo krizí. Poprvé byla hra na jevišti uvedena 27. března 1908 v Intima teatren; premiérovému uvedení hry předcházelo označení hry za fraškoidní a odmítnutí uvedení v Královském dramatickém divadle (1902). Vydání tiskem následovalo až v roce 1904. Harriet Bosse hrála Kristinu až v roce 1926, tedy čtrnáct let pod Strindbergově úmrtí.

## Historické hry A. Strindberga
Strindbergova dramata s historickou tematikou, která sepsal zejména v letech 1899–1903, se věnují slavným osobnostem švédských dějin. Veřejností byla kladně přijata trilogie nazvaná Sága o Vasovcích (Mistr Olof, Gustav Vasa, Erik XIV.). Dohromady napsal Strindberg třináct historických her; díky tomu se mu podařilo obsáhle zmapovat značnou část švédské historie. Historicky jsou však hry, stejně jako tomu je v případě Kristiny, často faktograficky nevěrohodné. Velkou inspirací v tvorbě některých historických her byl Strindbergovi William Shakespeare. Velké rozdíly jsou však v tom, jak Shakespeare a Strindberg nahlíží na historické reálie. Zatímco Shakespeare vycházel z kronik a snažil se historii ctít, Strindberg historii často upravoval. Tím se mu však několikrát podařilo vystavět dramaticky zajímavou zápletku a herecky vděčné postavy. Co však mají oba autoři společné je to, že například prezentují zkorumpované vlády.
I dnes jsou ve Švédsku Strindbergova historická dramata velmi divácky oblíbena; a i dříve odmítané hry, jako třeba Kristina, jsou zpětně doceněny. Obecně však u těchto Strindbergových her platí, že kvůli vazbě na švédskou historii, jsou pro cizí divadelní publikum vzdálené a tak originální, že se často nedají na jevišti ztvárnit. Uvádění Strindbergových historických her nemá ani v České republice příliš velkou tradici (kromě Královny Kristýny) – většina her byla sice přeložena, ale nikdy nebyly uvedeny na jevišti – a to ani nejvyzdvihovanější hry jako je Mistr Olof.

## Obsah hry
Drama Královna Kristina se odehrává v období po třicetileté válce. Je rozčleněno do čtyř dějství, z nichž každé z nich se odehrává v jiném prostředí. První dějství je zasazeno do Riddarholmského kostela, kde probíhá pietní vzpomínka na krále Gustava Adolfa, Kristinina otce. Již v prvním dějství se Strindberg pokouší Kristinu vykreslit jako ženu, která se povyšuje nad svými poddanými, nad majestát a láska s city jsou pro ni zpočátku podřadné. Druhé dějství, kde je poprvé zmíněna královnina abdikace, situoval Strindberg do královské účtárny. Ve třetím dějství, kde jsou probírány královniny slabiny, její finanční negramotnost a špatné vztahy vůči poddaným, se postavy nacházejí v krejčovské dílně. Ve čtvrtém dějství, jež se odehrává v zahradním pavilonu, ukazuje královnu jako citově zlomenou ženu, které se i přes její rozhodnutí abdikovat vrací její minulý krutý život a zasazuje jí jednu ránu za druhou. Je odmítána těmi, kteří ji dříve milovali, poddaní se radují z její plánované abdikace a jsou jí vyčteny všechny špatnosti, kterých se dopustila vůči zemi a lidu. V závěru zůstává Kristina opuštěná a s nejistým výhledem do budoucnosti, kdy se dá předpokládat její konvertita ke křesťanství.
Strindberg pro drama zvolil spisovný jazyk typický pro mocenskou vrstvu a důsledně propracoval scénické poznámky. Hra má celkem dvanáct hlavních a šest vedlejších postav.
Strindberg původně plánoval i páté dějství, ve kterém se měla odehrávat samotná abdikace královny. To však nakonec vypustil.

## České překlady
- František Václav Krejčí (1922)[5]
- Jaroslav Poch (1935)[6]
- Magda Matušíková (1955)[6]
- Jan Rak (1966)[7]
- Josef Vohryzek (1966)[8]
- Ivo Železný (1995)[9]

## Inscenace
V České republice patří Královna Kristýna společně se Slečnou Julií a Tancem smrti k nejuváděnějším Strindbergovým hrám. Mezi nejznámější uvedení Královny Kristiny patří nastudování z Divadla na Vinohradech; zejména pak uvedení z roku 1966 v hlavní roli s Jiřinou Jiráskovou.
- Národní divadlo Praha, Praha, premiéra 22. června 1922, režie: Karel Hugo Hilar[5]
- Divadlo na Vinohradech, Praha, premiéra: 1942, Kristýna: Jiřina Štěpiničková
- Městská divadla pražská, Praha, premiéra: 1942
- Východočeské divadlo Pardubice, 1966, režie: Evžen Kubíček[12]
- Divadlo na Vinohradech, Praha, premiéra: 7. října 1966, režie: František Štěpánek[12]
- Těšínské divadlo Český Těšín, Český Těšín, premiéra 26. března 1972, režie: Jiří Holeček[12]
- Horácké divadlo Jihlava, Jihlava, premiéra 14. února 1976, režie: Jiří Holeček[12]
- Severomoravské divadlo Šumperk, Šumperk, premiéra 26. listopadu 1983[12]
- Divadlo pod Palmovkou, Praha, premiéra 19. března 1995, režie: Oto Ševčík[12]
- Divadlo na Vinohradech, Praha, premiéra 14. září 1995, režie: Petr Kracik[12]
- Těšínské divadlo Český Těšín, Český Těšín, premiéra 27. února 1999, režie: Michael Tarant[12]